# Франко Каузио
Франко Каузио (на италиански: Franco Causio) е италиански футболист-национал, полузащитник. Започва своята професионална кариера през 1964 г. в отбора на родния си град УС Лече. До 1988 г. когато приключва кариерата си играе в 9 италиански отбора, но най-силният му период е през 1970-1981 г. когато играе във ФК Ювентус. В „Ювентус“ изиграва 304 мача с 49 гола. Общият сбор на срещите и головете му в Серия А е 460 мача с 66 гола. Дебютира в националния отбор на своята страна през 1972 г. До 1983 г. изиграва 63 мача с 6 гола. Носител на златен медал от Световното първенство през 1982 г.